# Ablatif
Ne doit pas être confondu avec Allatif.
En linguistique, l’ablatif est un cas grammatical exprimant notamment un déplacement à partir d'un lieu (ouvert). Il peut également exprimer la séparation.

## En basque
En basque, l'ablatif indique la provenance, l'origine, qui peut se traduire en français par « de ». Le cas grammatical de l'ablatif est nommé nondik et se fait par l'ajout de suffixe -(e)tik, -etatik au pluriel[réf. nécessaire] :
Bilbotik etorri naiz, je viens de Bilbao.

## En finnois
L'ablatif finnois correspond à un ablatif hongrois lorsqu'il signifie de ou à côté de et à un délatif lorsqu'il signifie "du dessus de" : putosin katolta, je suis tombé du toit ; pihalta, de la cour[réf. nécessaire].
Dans l'acception possessive, c'est le cas de la dépossession : ota häneltä, prends-lui[réf. nécessaire].

## En latin
En latin, l'ablatif désigne le lieu d'origine (après des prépositions comme ab, ex, de, cum, etc.) : de profundis, des profondeurs ou du fond de l'abîme. Il exprime aussi la provenance ou la matière dans laquelle est faite une chose.
Employé seul, il équivaut à l'instrumental disparu du proto-indo-européen et a une valeur de complément de moyen : hostem gladio occidit, « il tue l'ennemi par le glaive ». Avec la préposition cum, l'ablatif prend une valeur d'accompagnement.
Il a également une valeur de locatif, peu utilisé en latin (après la préposition in), et permet de désigner le lieu où l'on est (par opposition à l'accusatif, qui désigne le lieu où l'on va).
L'ablatif peut être employé également pour une localisation dans le temps : « In villa Scipionis vidi balneolum angustum, tenebricosum ex consuetudine antiqua… — Dans la propriété de Scipion j'ai vu un petit bain étroit, obscur selon l'ancien usage… ».
Il peut aussi être utilisé comme ablatif absolu.
| Nombre    | 1re déclinaison       | 2e déclinaison            | 3e déclinaison               | 4e déclinaison          | 5e déclinaison         |
| --------- | --------------------- | ------------------------- | ---------------------------- | ----------------------- | ---------------------- |
| Singulier | rosa (par la rose)    | domino (par le maître)    | consule (par le consul)      | manu (par la main)      | die (par le jour)      |
| Pluriel   | rosis (par les roses) | dominis (par les maîtres) | consulibus (par les consuls) | manibus (par les mains) | diebus (par les jours) |